# Coupe continentale de hockey sur glace 2017-2018
Navigation
Édition 2016-2017 Édition 2018-2019
La saison 2017-2018 est la vingt-et-unième édition de la Coupe continentale de hockey sur glace, une compétition européenne de clubs organisée par la Fédération internationale de hockey sur glace (IIHF). Elle débute le 29 septembre 2017 alors que la finale se tient du 12 au 14 janvier 2018. Le vainqueur se qualifie pour l'édition 2018-2019 de la Ligue des champions de hockey sur glace.

## Présentation
Dix-sept équipes venant d'autant de pays prennent part à la compétition : il s'agit des vainqueurs des championnats nationaux respectifs, à l’exception du HK Iounost Minsk (finaliste des séries éliminatoires de l'Ekstraliga), du Rungsted Ishockey (vainqueur de la Coupe du Danemark), des Brûleurs de loups de Grenoble (vainqueur de la Coupe de France), du GKS Tychy (finaliste des séries de la Polska Hokej Liga) et des Sheffield Steelers (vainqueur des séries de l'Elite Ice Hockey League).
La compétition se divise en quatre phases de groupes. L'entrée en lice des équipes se fait selon le niveau de chacune.
Chaque groupe est composé de quatre équipes et est organisé par l'une d'entre elles. Il se déroule sous la forme d'un championnat à rencontre simple. Aux premier et deuxième tours, seul le vainqueur de chaque groupe se qualifie pour le tour suivant tandis que les deux premiers de chaque groupe du troisième tour se qualifient pour la finale. Le vainqueur de la Coupe continentale 2017-2018 obtient une place pour la saison 2018-2019 de la Ligue des champions.
La répartition des points est la suivante :
- 3 points pour une victoire dans le temps réglementaire
- 2 points pour une victoire en prolongation ou aux tirs de fusillade
- 1 point pour une défaite en prolongation ou aux tirs de fusillade
- 0 point pour une défaite dans le temps réglementaire

### Clubs participants
| Troisième tour |
| --- |
| - Sheffield Steelers (Vainqueur des séries du Royaume-Uni 2016-2017) - Ritten Sport (Champion d'Italie 2016-2017) - Brûleurs de loups de Grenoble (Vainqueur de la Coupe de France 2016-2017) - Rungsted Ishockey (Vainqueur de la Coupe du Danemark 2016-2017) - Nomad Astana (Champion du Kazakhstan 2016-2017) - HK Iounost Minsk (2e des séries de Biélorussie 2016-2017) 17 au 19 novembre au Hørsholm Skøjtehal, Rungsted et Arena Ritten, Renon |
| Deuxième tour |
| - CH Txuri Urdin (Champion d'Espagne 2016-2017) - Donbass Donetsk (Champion d'Ukraine 2016-2017) - ASC Corona 2010 Brașov (Champion de Roumanie 2016-2017) - DVTK Jegesmedvék (Champion de Hongrie 2016-2017) - HK Kurbads (Champion de Lettonie 2016-2017) - Narva PSK (Champion d'Estonie 2016-2017) - GKS Tychy (2e des séries de Pologne 2016-2017) 20 au 22 octobre au Kurbads ledus halle, Riga et Patinoarul Olimpic Brașov, Brașov             |
| Premier tour |
| - Étoile rouge de Belgrade (Champion de Serbie 2016-2017) - Zeytinburnu Belediyesi SK (Champion de Turquie 2016-2017) - Irbis-Skate SK (Champion de Bulgarie 2016-2017) - UMFK Esja (Champion de Islande 2016-2017) 29 septembre au 1er octobre au Ledena dvorana Pionir, Belgrade |

## Premier tour — Groupe A
Le premier tour se déroule du 29 septembre au 1er octobre 2017 au Ledena dvorana Pionir à Belgrade en Serbie.
| 29 septembre 2017 | Zeytinburnu Belediyesi SK | 4-3 (1-2, 1-1, 2-0) | Irbis-Skate SK | Ledena dvorana Pionir 23 spectateurs |

| Feuille de match | Feuille de match | Feuille de match            | Feuille de match                                                                                          | Feuille de match                                                                                   |
| ---------------- | --- | --------------------------- | --- | -------------------------------------------------------------------------------------------------- |
|                  | - I. Lomakine (V. Lomakine) — 8 min 29 s - I. Lomakine (V. Lomakine) — 39 min 29 s (2 SN) I. Lomakine (V. Lomakine, Coskun) — 41 min 37 s Gumus (Özmen) — 56 min 38 s | 0-1 1-1 1-2 1-3 2-3 3-3 4-3 | Simo — 2 min 33 s - Muhachev (Yotov, Orlov) — 15 min 14 s (SN) Orlov (Tiourine, note, SN) — 31 min 57 s - | Arbitrage : Lehel Gergely (Roumanie) Juges de ligne : Tibor Fazekas (Serbie) David Perduv (Serbie) |
| Nikita Sandyrev  | Gardiens | Dimitar Dimitrov            | | Arbitrage : Lehel Gergely (Roumanie) Juges de ligne : Tibor Fazekas (Serbie) David Perduv (Serbie) |
| 12 min           | Pénalités | 12 min                      | | Arbitrage : Lehel Gergely (Roumanie) Juges de ligne : Tibor Fazekas (Serbie) David Perduv (Serbie) |
| 25               | Tirs | 32                          | | Arbitrage : Lehel Gergely (Roumanie) Juges de ligne : Tibor Fazekas (Serbie) David Perduv (Serbie) |

| 29 septembre 2017 | Étoile rouge de Belgrade | 6-1 (3-0, 0-1, 3-0) | UMFK Esja | Ledena dvorana Pionir 142 spectateurs |

| Feuille de match             | Feuille de match | Feuille de match            | Feuille de match                     | Feuille de match                                                                                                |
| ---------------------------- | --- | --------------------------- | ------------------------------------ | --- |
|                              | Sefič (Olonov, Vučurević) — 4 min 40 s Sefič (Olonov, Vučurević) — 14 min 21 s Sefič (Podunavac, U. Novaković) — 16 min 42 s (SN) - Bjelogrlić (Brkusanin, Buchkin) — 41 min 44 s Podunavac (Vučurević, Sefič) — 43 min 24 s (SN) Podunavac (Vučurević, Sefič) — 48 min 24 s (SN) | 1-0 2-0 3-0 3-1 4-1 5-1 6-1 | - Sigurdsson (Kuboš) — 34 min 38 s - | Arbitrage : Jeronimus den Ridder (Pays-Bas) Juges de ligne : Viesturs Levalds (Lettonie) Darko Popovic (Serbie) |
| Arsenje Ranković Tomas Kozak | Gardiens | Daniel Jóhannsson           |                                      | Arbitrage : Jeronimus den Ridder (Pays-Bas) Juges de ligne : Viesturs Levalds (Lettonie) Darko Popovic (Serbie) |
| 8 min                        | Pénalités | 12 min                      |                                      | Arbitrage : Jeronimus den Ridder (Pays-Bas) Juges de ligne : Viesturs Levalds (Lettonie) Darko Popovic (Serbie) |
| 38                           | Tirs | 16                          |                                      | Arbitrage : Jeronimus den Ridder (Pays-Bas) Juges de ligne : Viesturs Levalds (Lettonie) Darko Popovic (Serbie) |

| 30 septembre 2017 | Irbis-Skate SK | 4-2 (0-0, 2-1, 2-1) | UMFK Esja | Ledena dvorana Pionir 30 spectateurs |

| Feuille de match | Feuille de match | Feuille de match        | Feuille de match                                                                              | Feuille de match                                                                                     |
| ---------------- | --- | ----------------------- | --------------------------------------------------------------------------------------------- | --- |
|                  | - Perminov (Simo, Dusicka) — 37 min 47 s Yotov (Orlov, Tiourine) — 39 min 13 s (IN) Muhachev (Tiourine, Yotov) — 45 min 40 s - Boyadjiev (Orlov, Petras) — 56 min 14 s | 0-1 1-1 2-1 3-1 3-2 4-2 | Semorád (Thormodsson) — 35 min 20 s - Thormodsson (P. Maack, Sigurdsson) — 46 min 49 s (SN) - | Arbitrage : Simone Lega (Italie) Juges de ligne : Viesturs Levalds (Lettonie) Darko Popovic (Serbie) |
| Dimitar Dimitrov | Gardiens | Atli Valdimarsson       |                                                                                               | Arbitrage : Simone Lega (Italie) Juges de ligne : Viesturs Levalds (Lettonie) Darko Popovic (Serbie) |
| 12 min           | Pénalités | 10 min                  |                                                                                               | Arbitrage : Simone Lega (Italie) Juges de ligne : Viesturs Levalds (Lettonie) Darko Popovic (Serbie) |
| 37               | Tirs | 24                      |                                                                                               | Arbitrage : Simone Lega (Italie) Juges de ligne : Viesturs Levalds (Lettonie) Darko Popovic (Serbie) |

| 30 septembre 2017 | Étoile rouge de Belgrade | 4-3 (0-0, 2-1, 2-2) | Zeytinburnu Belediyesi SK | Ledena dvorana Pionir 125 spectateurs |

| Feuille de match | Feuille de match | Feuille de match            | Feuille de match                                                                                                | Feuille de match                                                                                   |
| ---------------- | --- | --------------------------- | --- | -------------------------------------------------------------------------------------------------- |
|                  | Anić (Dujmić) — 21 min 9 s Sefič (Olonov) — 26 min 52 s (SN) - Buchkin (Brkusanin, Sabadoš) — 50 min 20 s Podunavac — 58 min 3 s - | 1-0 2-0 2-1 2-2 3-2 4-2 4-3 | - Gureev (Voytsekhovsky, Zadoyenko) — 39 min 38 s (SN) Gumus — 46 min 57 s (SN) - Özmen (Uzunali) — 58 min 50 s | Arbitrage : Lehel Gergely (Roumanie) Juges de ligne : Tibor Fazekas (Serbie) David Perduv (Serbie) |
| Arsenje Ranković | Gardiens | Nikita Sandyrev             | | Arbitrage : Lehel Gergely (Roumanie) Juges de ligne : Tibor Fazekas (Serbie) David Perduv (Serbie) |
| 14 min           | Pénalités | 6 min                       | | Arbitrage : Lehel Gergely (Roumanie) Juges de ligne : Tibor Fazekas (Serbie) David Perduv (Serbie) |
| 41               | Tirs | 31                          | | Arbitrage : Lehel Gergely (Roumanie) Juges de ligne : Tibor Fazekas (Serbie) David Perduv (Serbie) |

| 1er octobre 2017 | UMFK Esja | 2-3 (TB) (0-0, 0-1, 2-1, 0-0, 0-1) | Zeytinburnu Belediyesi SK | Ledena dvorana Pionir 20 spectateurs |

| Feuille de match  | Feuille de match                                                                             | Feuille de match    | Feuille de match | Feuille de match                                                                                          |
| ----------------- | -------------------------------------------------------------------------------------------- | ------------------- | --- | --- |
|                   | - Semorád (Sigurdsson) — 49 min 16 s P. Maack (Sigurdsson, Thormodsson) — 50 min 37 s (SN) - | 0-1 0-2 1-2 2-2 2-3 | Dimitrovici (Gumus, V. Lomakine) — 26 min 24 s (SN) I. Lomakine (V. Lomakine, Gumus) — 44 min 37 s - Voytsekhovsky — 65 min (TB) | Arbitrage : Jeronimus den Ridder (Pays-Bas) Juges de ligne : Tibor Fazekas (Serbie) David Perduv (Serbie) |
| Daniel Jóhannsson | Gardiens                                                                                     | Nikita Sandyrev     | | Arbitrage : Jeronimus den Ridder (Pays-Bas) Juges de ligne : Tibor Fazekas (Serbie) David Perduv (Serbie) |
| 10 min            | Pénalités                                                                                    | 14 min              | | Arbitrage : Jeronimus den Ridder (Pays-Bas) Juges de ligne : Tibor Fazekas (Serbie) David Perduv (Serbie) |
| 45                | Tirs                                                                                         | 25                  | | Arbitrage : Jeronimus den Ridder (Pays-Bas) Juges de ligne : Tibor Fazekas (Serbie) David Perduv (Serbie) |

| 1er octobre 2017 | Irbis-Skate SK | 4-5 (pr) (1-2, 1-1, 2-1, 0-1) | Étoile rouge de Belgrade | Ledena dvorana Pionir 180 spectateurs |

| Feuille de match | Feuille de match | Feuille de match                    | Feuille de match | Feuille de match                                                                                     |
| ---------------- | --- | ----------------------------------- | --- | --- |
|                  | - Malinjak (dusicka, Bustin) — 15 min 5 s - Bustin (Perminov, Dusicka) — 34 min 27 s (2 SN) Malinjak (Yotov, Tiourine) — 42 min 21 s (SN) Yotov (Orlov, Tiourine) — 44 min 23 s - | 0-1 0-2 1-2 1-3 2-3 3-3 4-3 4-4 4-5 | Kerezović (Brkusanin) — 4 min 17 s Sefič (Olonov, Vučurević) — 14 min 47 s - Vučurević (Olonov, U. Novaković) — 31 min 34 s (SN) - Vučurević — 56 min 12 s (SN + JS) Sefič (Sabadoš, Podunavac) — 62 min 6 s | Arbitrage : Simone Lega (Italie) Juges de ligne : Viesturs Levalds (Lettonie) Darko Popovic (Serbie) |
| Dimitar Dimitrov | Gardiens | Arsenje Ranković                    | | Arbitrage : Simone Lega (Italie) Juges de ligne : Viesturs Levalds (Lettonie) Darko Popovic (Serbie) |
| 10 min           | Pénalités | 16 min                              | | Arbitrage : Simone Lega (Italie) Juges de ligne : Viesturs Levalds (Lettonie) Darko Popovic (Serbie) |
| 39               | Tirs | 47                                  | | Arbitrage : Simone Lega (Italie) Juges de ligne : Viesturs Levalds (Lettonie) Darko Popovic (Serbie) |

| Clt   | Équipe                    | PJ | V | VP | D | DP | BP | BC | Diff | Pts |
| ----- | ------------------------- | -- | - | -- | - | -- | -- | -- | ---- | --- |
| +001, | Étoile rouge de Belgrade  | 3  | 2 | 1  | 0 | 0  | 15 | 8  | +7   | 8   |
| +002, | Zeytinburnu Belediyesi SK | 3  | 1 | 1  | 1 | 0  | 10 | 9  | +1   | 5   |
| +003, | Irbis-Skate SK            | 3  | 1 | 0  | 1 | 1  | 11 | 11 | 0    | 4   |
| +004, | UMFK Esja                 | 3  | 0 | 0  | 2 | 1  | 5  | 13 | -8   | 1   |

- Qualifié pour le deuxième tour

## Deuxième tour

### Groupe B
Le Groupe B se déroule du 20 au 22 octobre 2017 au Kurbards ledus halle à Riga en Lettonie.
| 20 octobre 2017 | Donbass Donetsk | 4-2 (1-1, 1-0, 2-1) | Narva PSK | Kurbards ledus halle 153 spectateurs |

| Feuille de match | Feuille de match | Feuille de match        | Feuille de match                                                                 | Feuille de match |
| ---------------- | --- | ----------------------- | -------------------------------------------------------------------------------- | --- |
|                  | Kuzmik (Aleksandrov) — 2 min 6 s (SN) - Savchenko (Kovalenko, Ordynsky) — 35 min 51 s Ignatenko (Zakharov) — 44 min 37 s (SN) - Savchenko — 56 min 22 s | 1-0 1-1 2-1 3-1 3-2 4-2 | - I. Ilin (Anohhin) — 12 min 21 s - K. Ilin (Anohhin, Shvarõgin) — 45 min 39 s - | Arbitrage : Robin Berg (Norvège) Michael Weber (Suisse) Juges de lignes : Andrejs Jakovlevs (Lettonie) Maris Locans (Lettonie) |
| Bogdan Dyachenko | Gardiens | Anatoli Sizov           |                                                                                  | Arbitrage : Robin Berg (Norvège) Michael Weber (Suisse) Juges de lignes : Andrejs Jakovlevs (Lettonie) Maris Locans (Lettonie) |
| 4 min            | Pénalités | 12 min                  |                                                                                  | Arbitrage : Robin Berg (Norvège) Michael Weber (Suisse) Juges de lignes : Andrejs Jakovlevs (Lettonie) Maris Locans (Lettonie) |
| 43               | Tirs | 33                      |                                                                                  | Arbitrage : Robin Berg (Norvège) Michael Weber (Suisse) Juges de lignes : Andrejs Jakovlevs (Lettonie) Maris Locans (Lettonie) |

| 20 octobre 2017 | HK Kurbads | 5-2 (1-0, 2-0, 2-2) | GKS Tychy | Kurbards ledus halle 840 spectateurs |

| Feuille de match | Feuille de match | Feuille de match            | Feuille de match                                                     | Feuille de match |
| ---------------- | --- | --------------------------- | -------------------------------------------------------------------- | --- |
|                  | Cipulis (J. Straupe, Gricinskis) — 15 min 20 s Sprukts (Bluks) — 31 min 5 s (SN) Lavrovs (Gipters) — 37 min 13 s Gricinskis — 45 min 43 s Zolmanis (Valters, Pečura) — 49 min 18 s - | 1-0 2-0 3-0 4-0 5-0 5-1 5-2 | - Witecki (Górny) — 49 min 43 s Witecki (Ciura, Galant) — 52 min 3 s | Arbitrage : Patrick Gruber (Autriche) Chritoffer Hurtik (Allemagne) Juges de lignes : Uldis Buss (Lettonie) Kriss Kupcus (Lettonie) |
| Uldis Čalpa      | Gardiens | John Murray                 |                                                                      | Arbitrage : Patrick Gruber (Autriche) Chritoffer Hurtik (Allemagne) Juges de lignes : Uldis Buss (Lettonie) Kriss Kupcus (Lettonie) |
| 20 min           | Pénalités | 26 min                      |                                                                      | Arbitrage : Patrick Gruber (Autriche) Chritoffer Hurtik (Allemagne) Juges de lignes : Uldis Buss (Lettonie) Kriss Kupcus (Lettonie) |
| 30               | Tirs | 35                          |                                                                      | Arbitrage : Patrick Gruber (Autriche) Chritoffer Hurtik (Allemagne) Juges de lignes : Uldis Buss (Lettonie) Kriss Kupcus (Lettonie) |

| 21 octobre 2017 | GKS Tychy | 11-0 (3-0, 5-0, 3-0) | Narva PSK | Kurbards ledus halle 307 spectateurs |

| Feuille de match  | Feuille de match | Feuille de match                              | Feuille de match | Feuille de match |
| ----------------- | --- | --------------------------------------------- | ---------------- | --- |
|                   | Pociecha (Komorski, Szczechura) — 2 min 22 s (SN) Rzeszutko — 8 min 8 s (SN) Jeziorski (Komorski, Cichy) — 10 min 15 s (SN) Bagiński (Kaznadzeï, Bryk) — 22 min 1 s (SN) Szczechura — 27 min 38 s Bagiński (Rzeszutko, Kolarz) — 33 min 31 s Kogut (Jeziorski) — 34 min 52 s Cichy (Szczechura, Komorski) — 37 min 1 s (SN) Bagiński (Kalinowski, Kaznadzeï) — 41 min 2 s (SN) Cichy (Komorski, Kalinowski) — 51 min 34 s (SN) Cichy (Woźnica, Szczechura) — 59 min 25 s | 1-0 2-0 3-0 4-0 5-0 6-0 7-0 8-0 9-0 10-0 11-0 | -                | Arbitrage : Patrick Gruber (Autriche) Michael Weber (Suisse) Juges de lignes : Kriss Kupcus (Lettonie) Maris Locans (Lettonie) |
| Kamil Lewartowski | Gardiens | Aleksandr Kolossov                            |                  | Arbitrage : Patrick Gruber (Autriche) Michael Weber (Suisse) Juges de lignes : Kriss Kupcus (Lettonie) Maris Locans (Lettonie) |
| 16 min            | Pénalités | 20 min                                        |                  | Arbitrage : Patrick Gruber (Autriche) Michael Weber (Suisse) Juges de lignes : Kriss Kupcus (Lettonie) Maris Locans (Lettonie) |
| 70                | Tirs | 11                                            |                  | Arbitrage : Patrick Gruber (Autriche) Michael Weber (Suisse) Juges de lignes : Kriss Kupcus (Lettonie) Maris Locans (Lettonie) |

| 21 octobre 2017 | Donbass Donetsk | 1-8 (0-2, 1-4, 0-2) | HK Kurbads | Kurbards ledus halle 418 spectateurs |

| Feuille de match | Feuille de match              | Feuille de match                    | Feuille de match | Feuille de match |
| ---------------- | ----------------------------- | ----------------------------------- | --- | --- |
|                  | - Lyalka — 35 min 47 s (SN) - | 0-1 0-2 0-3 0-4 0-5 1-5 1-6 1-7 1-8 | Lavrovs (Sprukts, Valters) — 4 min 12 s Lavrovs (Sprukts, Zeltiņš) — 19 min 17 s Gipters (Sprukts, Zolmanis) — 22 min 46 s (SN) Cipulis (Gricinskis, J. Straupe) — 22 min 47 s Zolmanis (Cipulis) — 33 min 38 s (SN) - Gricinskis (Cipulis) — 39 min 27 s Cipulis (Bluks) — 42 min 30 s (SN) Sarkaris (Pečura, Bluks) — 57 min 27 s | Arbitrage : Robin Berg (Norvège) Christoffer Hurtik (Allemagne) Juges de lignes : Uldis Buss (Lettonie) Andrejs Jakovlevs (Lettonie) |
| Bogdan Dyachenko | Gardiens                      | Uldis Čalpa                         | | Arbitrage : Robin Berg (Norvège) Christoffer Hurtik (Allemagne) Juges de lignes : Uldis Buss (Lettonie) Andrejs Jakovlevs (Lettonie) |
| 6 min            | Pénalités                     | 10 min                              | | Arbitrage : Robin Berg (Norvège) Christoffer Hurtik (Allemagne) Juges de lignes : Uldis Buss (Lettonie) Andrejs Jakovlevs (Lettonie) |
| 24               | Tirs                          | 38                                  | | Arbitrage : Robin Berg (Norvège) Christoffer Hurtik (Allemagne) Juges de lignes : Uldis Buss (Lettonie) Andrejs Jakovlevs (Lettonie) |

| 22 octobre 2017 | GKS Tychy | 4-2 (3-0, 0-2, 1-0) | Donbass Donetsk | Kurbards ledus halle 576 spectateurs |

| Feuille de match  | Feuille de match | Feuille de match        | Feuille de match                                                                     | Feuille de match |
| ----------------- | --- | ----------------------- | ------------------------------------------------------------------------------------ | --- |
|                   | Pociecha — 13 min 34 s (SN) Witecki (Kalinowski, Górny) — 16 min 18 s Cichy — 18 min 7 s (IN) - Kogut (Pociecha, Galant) — 59 min 45 s (IN + CV) | 1-0 2-0 3-0 3-1 3-2 4-2 | - Lyalka (Vlad, Karenchuk) — 22 min 19 s (SN) Kuzmik (Lyalka) — 30 min 49 s (2 SN) - | Arbitrage : Chritoffer Hurtik (Allemagne) Michael Weber (Suisse) Juges de lignes : Andrejs Jakovlevs (Lettonie) Kriss Kupcus (Lettonie) |
| Kamil Lewartowski | Gardiens | Bogdan Dyachenko        |                                                                                      | Arbitrage : Chritoffer Hurtik (Allemagne) Michael Weber (Suisse) Juges de lignes : Andrejs Jakovlevs (Lettonie) Kriss Kupcus (Lettonie) |
| 30 min            | Pénalités | 12 min                  |                                                                                      | Arbitrage : Chritoffer Hurtik (Allemagne) Michael Weber (Suisse) Juges de lignes : Andrejs Jakovlevs (Lettonie) Kriss Kupcus (Lettonie) |
| 49                | Tirs | 24                      |                                                                                      | Arbitrage : Chritoffer Hurtik (Allemagne) Michael Weber (Suisse) Juges de lignes : Andrejs Jakovlevs (Lettonie) Kriss Kupcus (Lettonie) |

| 22 octobre 2017 | Narva PSK | 1-2 (1-0, 0-1, 0-1) | HK Kurbads | Kurbards ledus halle 781 spectateurs |

| Feuille de match | Feuille de match                     | Feuille de match | Feuille de match                                                         | Feuille de match |
| ---------------- | ------------------------------------ | ---------------- | ------------------------------------------------------------------------ | --- |
|                  | Kuznetsov (Shvarõgin) — 4 min 13 s - | 1-0 1-1 1-2      | - Zolmanis (Sprukts, Valters) — 23 min 19 s Bluks (Cipulis) — 49 min 8 s | Arbitrage : Robin Berg (Norvège) Patrick Gruber (Autriche) Juges de lignes : Uldis Buss (Lettonie) Maris Locans (Lettonie) |
| Anatoli Sizov    | Gardiens                             | Nils Grīnfogels  |                                                                          | Arbitrage : Robin Berg (Norvège) Patrick Gruber (Autriche) Juges de lignes : Uldis Buss (Lettonie) Maris Locans (Lettonie) |
| 12 min           | Pénalités                            | 8 min            |                                                                          | Arbitrage : Robin Berg (Norvège) Patrick Gruber (Autriche) Juges de lignes : Uldis Buss (Lettonie) Maris Locans (Lettonie) |
| 14               | Tirs                                 | 39               |                                                                          | Arbitrage : Robin Berg (Norvège) Patrick Gruber (Autriche) Juges de lignes : Uldis Buss (Lettonie) Maris Locans (Lettonie) |

| Clt   | Équipe          | PJ | V | VP | D | DP | BP | BC | Diff | Pts |
| ----- | --------------- | -- | - | -- | - | -- | -- | -- | ---- | --- |
| +001, | HK Kurbads      | 3  | 3 | 0  | 0 | 0  | 15 | 4  | +11  | 9   |
| +002, | GKS Tychy       | 3  | 2 | 0  | 1 | 0  | 17 | 7  | +10  | 6   |
| +003, | Donbass Donetsk | 3  | 1 | 0  | 2 | 0  | 7  | 14 | -7   | 3   |
| +004, | Narva PSK       | 3  | 0 | 0  | 3 | 0  | 3  | 17 | -14  | 0   |

- Qualifié pour le troisième tour

### Groupe C
Le Groupe C se déroule du 20 au 22 octobre 2017 à la Patinoarul Olimpic Brașov à Brașov en Roumanie.
| 20 octobre 2017 | CH Txuri Urdin | 0-5 (0-3, 0-2, 0-0) | DVTK Jegesmedvék | Patinoarul Olimpic Brașov 65 spectateurs |

| Feuille de match | Feuille de match | Feuille de match    | Feuille de match | Feuille de match |
| ---------------- | ---------------- | ------------------- | --- | --- |
|                  | -                | 0-1 0-2 0-3 0-4 0-5 | Miskolczi (Göz) — 8 min 35 s Magosi (Galanisz) — 13 min 31 s Joe (Kulmala, Ritó) — 18 min 23 s (SN) Sakaris (Láda, Göz) — 34 min 4 s (SN) Joe (Kulmala, A. Tóth) — 34 min 50 s | Arbitrage : Lehel Gergely (Roumanie) Bartosz Kaczmarek (Pologne) Juges de lignes : Csaba Bandi (Roumanie) Levente Csata Szekely (Roumanie) |
| Ander Alcaine    | Gardiens         | Attila Adorján      | | Arbitrage : Lehel Gergely (Roumanie) Bartosz Kaczmarek (Pologne) Juges de lignes : Csaba Bandi (Roumanie) Levente Csata Szekely (Roumanie) |
| 12 min           | Pénalités        | 12 min              | | Arbitrage : Lehel Gergely (Roumanie) Bartosz Kaczmarek (Pologne) Juges de lignes : Csaba Bandi (Roumanie) Levente Csata Szekely (Roumanie) |
| 12               | Tirs             | 40                  | | Arbitrage : Lehel Gergely (Roumanie) Bartosz Kaczmarek (Pologne) Juges de lignes : Csaba Bandi (Roumanie) Levente Csata Szekely (Roumanie) |

| 20 octobre 2017 | ASC Corona 2010 Brașov | 8-4 (5-1, 1-1, 2-2) | Étoile rouge de Belgrade | Patinoarul Olimpic Brașov 566 spectateurs |

| Feuille de match   | Feuille de match | Feuille de match                                | Feuille de match | Feuille de match |
| ------------------ | --- | ----------------------------------------------- | --- | --- |
|                    | E. Mihály — 2 min 11 s - Wilgosh (Á. Mihály, Yemelyanenko) — 3 min 4 s Walls (Gliga, MacMillan) — 8 min 47 s Walls (Gliga, Stoflet) — 12 min 27 s Saluga (Tranca) — 17 min 57 s - Stoflet (E. Mihály, Saluga) — 38 min 4 s Walls (Gliga, MacMillan) — 40 min 26 s G. Bíró (Wilgosh, Á. Mihály) — 40 min 44 s - | 1-0 1-1 2-1 3-1 4-1 5-1 5-2 6-2 7-2 8-2 8-3 8-4 | - Olonov — 2 min 37 s - Olonov (Sefič) — 37 min 43 s - Sefič (Olonov) — 43 min 27 s Vukičević (Podunavac) — 59 min 55 s (IN) | Arbitrage : Daniel Bojle (Danemark) Viki Trilar (Slovénie) Juges de lignes : Mihai Paul (Roumanie) Levante Siko Szilad (Roumanie) |
| Zoltán-László Tõke | Gardiens | Tomas Kozak Arsenje Ranković                    | | Arbitrage : Daniel Bojle (Danemark) Viki Trilar (Slovénie) Juges de lignes : Mihai Paul (Roumanie) Levante Siko Szilad (Roumanie) |
| 4 min              | Pénalités | 8 min                                           | | Arbitrage : Daniel Bojle (Danemark) Viki Trilar (Slovénie) Juges de lignes : Mihai Paul (Roumanie) Levante Siko Szilad (Roumanie) |
| 37                 | Tirs | 19                                              | | Arbitrage : Daniel Bojle (Danemark) Viki Trilar (Slovénie) Juges de lignes : Mihai Paul (Roumanie) Levante Siko Szilad (Roumanie) |

| 21 octobre 2017 | DVTK Jegesmedvék | 4-1 (0-0, 2-1, 2-0) | Étoile rouge de Belgrade | Patinoarul Olimpic Brașov 142 spectateurs |

| Feuille de match | Feuille de match | Feuille de match    | Feuille de match            | Feuille de match |
| ---------------- | --- | ------------------- | --------------------------- | --- |
|                  | Sakaris (Pavuk, Vas) — 21 min 35 s (SN) Miskolczi — 29 min 1 s - Galanisz (Leppänen) — 40 min 31 s Pavuk (Vas, Sakaris) — 51 min 3 s | 1-0 2-0 2-1 3-1 4-1 | - Brkusanin — 32 min 18 s - | Arbitrage : Lehel Gegerly (Roumanie) Viki Trilar (Slovenie) Juges de lignes : Levente Csata Szekely (Roumanie) Levante Siko Szilad (Roumanie) |
| Bence Kiss       | Gardiens | Arsenje Ranković    |                             | Arbitrage : Lehel Gegerly (Roumanie) Viki Trilar (Slovenie) Juges de lignes : Levente Csata Szekely (Roumanie) Levante Siko Szilad (Roumanie) |
| 14 min           | Pénalités | 12 min              |                             | Arbitrage : Lehel Gegerly (Roumanie) Viki Trilar (Slovenie) Juges de lignes : Levente Csata Szekely (Roumanie) Levante Siko Szilad (Roumanie) |
| 53               | Tirs | 21                  |                             | Arbitrage : Lehel Gegerly (Roumanie) Viki Trilar (Slovenie) Juges de lignes : Levente Csata Szekely (Roumanie) Levante Siko Szilad (Roumanie) |

| 21 octobre 2017 | ASC Corona 2010 Brașov | 4-1 (1-0, 0-1, 3-0) | CH Txuri Urdin | Patinoarul Olimpic Brașov 594 spectateurs |

| Feuille de match | Feuille de match | Feuille de match    | Feuille de match                   | Feuille de match |
| ---------------- | --- | ------------------- | ---------------------------------- | --- |
|                  | Filip (Saluga, Tranca) — 6 min 26 s - Filip (Wilgosh, Walls) — 41 min 9 s (2 SN) Walls (42) — 28 s (2 SN) Zsók (Molnár) — 58 min 54 s | 1-0 1-1 2-1 3-1 4-1 | - Fuentes (Lantos) — 23 min 43 s - | Arbitrage : Daniel Bojle (Danemark) Bartoscz Kaczmarek (Pologne) Juges de lignes : Csaba Bandi (Roumanie) Mihai Paul (Roumanie) |
| Patrik Polc      | Gardiens | Ander Alcaine       |                                    | Arbitrage : Daniel Bojle (Danemark) Bartoscz Kaczmarek (Pologne) Juges de lignes : Csaba Bandi (Roumanie) Mihai Paul (Roumanie) |
| 75 min           | Pénalités | 26 min              |                                    | Arbitrage : Daniel Bojle (Danemark) Bartoscz Kaczmarek (Pologne) Juges de lignes : Csaba Bandi (Roumanie) Mihai Paul (Roumanie) |
| 55               | Tirs | 19                  |                                    | Arbitrage : Daniel Bojle (Danemark) Bartoscz Kaczmarek (Pologne) Juges de lignes : Csaba Bandi (Roumanie) Mihai Paul (Roumanie) |

| 22 octobre 2017 | Étoile rouge de Belgrade | 2-3 (pr) (1-1, 1-1, 0-0, 0-1) | CH Txuri Urdin | Patinoarul Olimpic Brașov 28 spectateurs |

| Feuille de match | Feuille de match                                                                           | Feuille de match    | Feuille de match | Feuille de match |
| ---------------- | ------------------------------------------------------------------------------------------ | ------------------- | --- | --- |
|                  | - Brkusanin (Sabadoš, Dujmić) — 16 min 46 s - Bjelogrlić (Kerezović, Anić) — 39 min 32 s - | 0-1 1-1 1-2 2-2 2-3 | Lantos (Fuentes) — 9 min 55 s (SN) - Solorzano (J. Vea, Fuentes, 15) — 36 min - Solorzano (J. Vea) — 61 min 33 s (2 SN) | Arbitrage : Daniel Bojle (Danemark) Lehel Gegerly (Roumanie) Juges de lignes : Levente Csata Szekely (Roumanie) Mihai Paul (Roumanie) |
| Arsenje Ranković | Gardiens                                                                                   | Ander Alcaine       | | Arbitrage : Daniel Bojle (Danemark) Lehel Gegerly (Roumanie) Juges de lignes : Levente Csata Szekely (Roumanie) Mihai Paul (Roumanie) |
| 28 min           | Pénalités                                                                                  | 16 min              | | Arbitrage : Daniel Bojle (Danemark) Lehel Gegerly (Roumanie) Juges de lignes : Levente Csata Szekely (Roumanie) Mihai Paul (Roumanie) |
| 36               | Tirs                                                                                       | 24                  | | Arbitrage : Daniel Bojle (Danemark) Lehel Gegerly (Roumanie) Juges de lignes : Levente Csata Szekely (Roumanie) Mihai Paul (Roumanie) |

| 22 octobre 2017 | DVTK Jegesmedvék | 3-0 (2-0, 0-0, 1-0) | ASC Corona 2010 Brașov | Patinoarul Olimpic Brașov 1 085 spectateurs |

| Feuille de match | Feuille de match                                                                                          | Feuille de match | Feuille de match | Feuille de match |
| ---------------- | --- | ---------------- | ---------------- | --- |
|                  | Rantannen — 5 min 30 s Miskolczi (Leppänen, Galanisz) — 10 min 47 s (SN) Sakaris (Vas) — 50 min 55 s (SN) | 1-0 2-0 3-0      | -                | Arbitrage : Bartoscz Kaczmarek (Pologne) Viki Trilar (Slovenie) Juges de lignes : Csaba Bandi (Roumanie) Levante Siko Szilad (Roumanie) |
| Attila Adorján   | Gardiens                                                                                                  | Patrik Polc      |                  | Arbitrage : Bartoscz Kaczmarek (Pologne) Viki Trilar (Slovenie) Juges de lignes : Csaba Bandi (Roumanie) Levante Siko Szilad (Roumanie) |
| 8 min            | Pénalités                                                                                                 | 14 min           |                  | Arbitrage : Bartoscz Kaczmarek (Pologne) Viki Trilar (Slovenie) Juges de lignes : Csaba Bandi (Roumanie) Levante Siko Szilad (Roumanie) |
| 27               | Tirs | 32               |                  | Arbitrage : Bartoscz Kaczmarek (Pologne) Viki Trilar (Slovenie) Juges de lignes : Csaba Bandi (Roumanie) Levante Siko Szilad (Roumanie) |

| Clt   | Équipe                   | PJ | V | VP | D | DP | BP | BC | Diff | Pts |
| ----- | ------------------------ | -- | - | -- | - | -- | -- | -- | ---- | --- |
| +001, | DVTK Jegesmedvék         | 3  | 3 | 0  | 0 | 0  | 12 | 1  | +11  | 9   |
| +002, | ASC Corona 2010 Brașov   | 3  | 2 | 0  | 1 | 0  | 12 | 8  | +4   | 6   |
| +003, | CH Txuri Urdin           | 3  | 0 | 1  | 2 | 0  | 4  | 11 | -7   | 2   |
| +004, | Étoile rouge de Belgrade | 3  | 0 | 0  | 2 | 1  | 7  | 15 | -8   | 1   |

- Qualifié pour le troisième tour

## Troisième tour

### Groupe D
Le Groupe D se déroule du 17 au 19 novembre 2017 au Saxo Bank Arena à Rungsted au Danemark.
| 17 novembre 2017 | HK Iounost Minsk | 7-1 (3-0, 3-0, 1-1) | Sheffield Steelers | Saxo Bank Arena 641 spectateurs |

| Feuille de match   | Feuille de match | Feuille de match                | Feuille de match                              | Feuille de match |
| ------------------ | --- | ------------------------------- | --------------------------------------------- | --- |
|                    | Kogalev (Razvadovski, Yefimenko) — 1 min 20 s Mitskevich (Corso) — 7 min 55 s Turkin (Parfeyevets, Yefimenko) — 13 min 54 s (SN) Zakharaw (Turkin, Razvadovski) — 23 min 15 s Razvadovski (Turkin, Cheleh) — 29 min 8 s (SN) Slovák (Razvadovski, Mikhnov) — 39 min 6 s (SN) - Turkin (Antonov, Parfeyevets) — 59 min 29 s (2 SN) | 1-0 2-0 3-0 4-0 5-0 6-0 6-1 7-1 | - Roy (Matheson, Waldix) — 51 min 48 s (SN) - | Arbitrage : Miroslav Stolc (Autriche) Milan Zrnic (Slovaquie) Juges de lignes : Frederik Andersen (Danemark) Jacques Riisom-Birker (Danemark) |
| Dzmitry Miltchakow | Gardiens | Ervīns Muštukovs                |                                               | Arbitrage : Miroslav Stolc (Autriche) Milan Zrnic (Slovaquie) Juges de lignes : Frederik Andersen (Danemark) Jacques Riisom-Birker (Danemark) |
| 12 min             | Pénalités | 14 min                          |                                               | Arbitrage : Miroslav Stolc (Autriche) Milan Zrnic (Slovaquie) Juges de lignes : Frederik Andersen (Danemark) Jacques Riisom-Birker (Danemark) |
| 23                 | Tirs | 24                              |                                               | Arbitrage : Miroslav Stolc (Autriche) Milan Zrnic (Slovaquie) Juges de lignes : Frederik Andersen (Danemark) Jacques Riisom-Birker (Danemark) |

| 17 novembre 2017 | Rungsted Ishockey | 4-8 (3-3, 1-2, 0-3) | HK Kurbads | Saxo Bank Arena 1 168 spectateurs |

| Feuille de match | Feuille de match | Feuille de match                                | Feuille de match | Feuille de match |
| ---------------- | --- | ----------------------------------------------- | --- | --- |
|                  | Boysen (Persson, Olsson) — 1 min 15 s (SN) - E. Christensen (Boysen) — 16 min 38 s Bergman (Vernace) — 19 min 32 s (SN) Nash (Persson, Olsson) — 34 min 32 s - | 1-0 1-1 1-2 1-3 2-3 3-3 4-3 4-4 4-5 4-6 4-7 4-8 | - Sprukts (Zolmanis) — 8 min 16 s (SN) Galkins (J. Straupe, Gricinskis) — 12 min 8 s (SN) Lavrovs (Sprukts, Zolmanis) — 16 min 6 s - Gricinskis — 35 min 22 s Brancis (Remiņš, Bluks) — 36 min 21 s Sprukts (Gricinskis) — 46 min 16 s (SN) Gipters (Cipulis, Zolmanis) — 47 min 21 s (SN) Lavrovs — 48 min 26 s (SN) | Arbitrage : Geoffrey Barcelo (France) Guillaume Labonté (Canada) Juges de lignes : Nicklas Knosen (Danemark) Simon Molgaard (Danemark) |
| Sebastian Feuk   | Gardiens | Uldis Čalpa                                     | | Arbitrage : Geoffrey Barcelo (France) Guillaume Labonté (Canada) Juges de lignes : Nicklas Knosen (Danemark) Simon Molgaard (Danemark) |
| 33 min           | Pénalités | 18 min                                          | | Arbitrage : Geoffrey Barcelo (France) Guillaume Labonté (Canada) Juges de lignes : Nicklas Knosen (Danemark) Simon Molgaard (Danemark) |
| 36               | Tirs | 41                                              | | Arbitrage : Geoffrey Barcelo (France) Guillaume Labonté (Canada) Juges de lignes : Nicklas Knosen (Danemark) Simon Molgaard (Danemark) |

| 18 novembre 2017 | HK Kurbads | 2-4 (0-0, 1-2, 1-2) | HK Iounost Minsk | Saxo Bank Arena 619 spectateurs |

| Feuille de match | Feuille de match                                                          | Feuille de match        | Feuille de match | Feuille de match |
| ---------------- | ------------------------------------------------------------------------- | ----------------------- | --- | --- |
|                  | - Bluks (Valters) — 35 min 47 s - Brancis (Rēdlihs, Remiņš) — 54 min 45 s | 0-1 1-1 1-2 1-3 1-4 2-4 | Kogalev (Razvadovski, Kazakevich) — 31 min 7 s - Parfayevets (Turkin, Harochka) — 36 min 33 s Turkin (Cheleh, Parfayevets) — 45 min 24 s Yefimenko (Corso, Turkin) — 52 min 57 s (SN) - | Arbitrage : Geoffrey Barcelo (France) Miroslav Stolc (Autriche) Juges de lignes : Frederik Andersen (Danemak) Simon Molgaard (Danemark) |
| Uldis Čalpa      | Gardiens                                                                  | Dzmitry Miltchakow      | | Arbitrage : Geoffrey Barcelo (France) Miroslav Stolc (Autriche) Juges de lignes : Frederik Andersen (Danemak) Simon Molgaard (Danemark) |
| 12 min           | Pénalités                                                                 | 6 min                   | | Arbitrage : Geoffrey Barcelo (France) Miroslav Stolc (Autriche) Juges de lignes : Frederik Andersen (Danemak) Simon Molgaard (Danemark) |
| 22               | Tirs                                                                      | 31                      | | Arbitrage : Geoffrey Barcelo (France) Miroslav Stolc (Autriche) Juges de lignes : Frederik Andersen (Danemak) Simon Molgaard (Danemark) |

| 18 novembre 2017 | Sheffield Steelers | 5-4 (TB) (0-2, 3-2, 1-0, 0-0, 1-0) | Rungsted Ishockey | Saxo Bank Arena 1 283 spectateurs |

| Feuille de match | Feuille de match | Feuille de match                    | Feuille de match | Feuille de match |
| ---------------- | --- | ----------------------------------- | --- | --- |
|                  | - Nelson (Marquardt) — 30 min 18 s Westerling (Marquardt) — 33 min 14 s Dowd (Nelson, Waldix) — 34 min 20 s - Nelson (Dowd, O'Connor) — 54 min 4 s Marquardt (TF) — 65 min | 0-1 0-2 0-3 1-3 2-3 3-3 3-4 4-4 5-4 | Nielsen (Rosenthal) — 7 min 42 s Rosenthal (Hansen, Bergman) — 12 min 37 s Hansen (Rosenthal) — 23 min 42 s - Bergman (Hansen) — 39 min 55 s - | Arbitrage : Guillaume Labonté (Canada) Milan Zrnic (Slovaquie) Juges de lignes : Nicklas Knosen (Danemark) Jacques Riisom-Birker (Danemark) |
| Ervīns Muštukovs | Gardiens | Kevin Lindskoug                     | | Arbitrage : Guillaume Labonté (Canada) Milan Zrnic (Slovaquie) Juges de lignes : Nicklas Knosen (Danemark) Jacques Riisom-Birker (Danemark) |
| 10 min           | Pénalités | 2 min                               | | Arbitrage : Guillaume Labonté (Canada) Milan Zrnic (Slovaquie) Juges de lignes : Nicklas Knosen (Danemark) Jacques Riisom-Birker (Danemark) |
| 50               | Tirs | 35                                  | | Arbitrage : Guillaume Labonté (Canada) Milan Zrnic (Slovaquie) Juges de lignes : Nicklas Knosen (Danemark) Jacques Riisom-Birker (Danemark) |

| 19 novembre 2017 | Sheffield Steelers | 4-2 (3-2, 0-0, 1-0) | HK Kurbads | Saxo Bank Arena 915 spectateurs |

| Feuille de match | Feuille de match | Feuille de match        | Feuille de match                                                                   | Feuille de match |
| ---------------- | --- | ----------------------- | ---------------------------------------------------------------------------------- | --- |
|                  | Westerling (Armstrong) — 11 min 18 s (SN) - Roy (Armstrong, Wallace) — 13 min 42 s (SN) Nelson (Waldix) — 14 min 41 s (SN) - O'Connor (INCV) — 59 min 56 s | 1-0 1-1 2-1 3-1 3-2 4-2 | - Gricinskis — 12 min 29 s (IN) - Gipters (Brancis, Zolmanis) — 16 min 22 s (SN) - | Arbitrage : Guillaume Labonté (Canada) Miroslav Stolc (Autriche) Juges de lignes : Frederik Andersen (Danemark) Nicklas Knosen (Danemark) |
| Ervīns Muštukovs | Gardiens | Uldis Čalpa             |                                                                                    | Arbitrage : Guillaume Labonté (Canada) Miroslav Stolc (Autriche) Juges de lignes : Frederik Andersen (Danemark) Nicklas Knosen (Danemark) |
| 16 min           | Pénalités | 39 min                  |                                                                                    | Arbitrage : Guillaume Labonté (Canada) Miroslav Stolc (Autriche) Juges de lignes : Frederik Andersen (Danemark) Nicklas Knosen (Danemark) |
| 32               | Tirs | 30                      |                                                                                    | Arbitrage : Guillaume Labonté (Canada) Miroslav Stolc (Autriche) Juges de lignes : Frederik Andersen (Danemark) Nicklas Knosen (Danemark) |

| 19 novembre 2017 | Rungsted Ishockey | 1-2 (1-0, 0-2, 0-0) | HK Iounost Minsk | Saxo Bank Arena 650 spectateurs |

| Feuille de match | Feuille de match                                 | Feuille de match | Feuille de match                                                    | Feuille de match |
| ---------------- | ------------------------------------------------ | ---------------- | ------------------------------------------------------------------- | --- |
|                  | Nielsen (Vernace, Rosenthal) — 1 min 17 s (SN) - | 1-0              | - Kogalev — 24 min 50 s Kogalev (Pretnar, Zakharaw, 32) — 21 s (SN) | Arbitrage : Geoffrey Barcelo (France) Milan Zrnic (Slovaquie) Juges de lignes : Simon Molgaard (Danemark) Jacques Riisom-Birker (Danemark) |
| Sebastian Feuk   | Gardiens                                         | Mikhail Shibanov |                                                                     | Arbitrage : Geoffrey Barcelo (France) Milan Zrnic (Slovaquie) Juges de lignes : Simon Molgaard (Danemark) Jacques Riisom-Birker (Danemark) |
| 14 min           | Pénalités                                        | 16 min           |                                                                     | Arbitrage : Geoffrey Barcelo (France) Milan Zrnic (Slovaquie) Juges de lignes : Simon Molgaard (Danemark) Jacques Riisom-Birker (Danemark) |
| 24               | Tirs                                             | 45               |                                                                     | Arbitrage : Geoffrey Barcelo (France) Milan Zrnic (Slovaquie) Juges de lignes : Simon Molgaard (Danemark) Jacques Riisom-Birker (Danemark) |

| Clt   | Équipe             | PJ | V | VP | D | DP | BP | BC | Diff | Pts |
| ----- | ------------------ | -- | - | -- | - | -- | -- | -- | ---- | --- |
| +001, | HK Iounost Minsk   | 3  | 3 | 0  | 0 | 0  | 13 | 4  | +9   | 9   |
| +002, | Sheffield Steelers | 3  | 1 | 1  | 1 | 0  | 10 | 13 | -3   | 5   |
| +003, | HK Kurbads         | 3  | 1 | 0  | 2 | 0  | 12 | 12 | 0    | 3   |
| +004, | Rungsted Ishockey  | 3  | 0 | 0  | 2 | 1  | 9  | 15 | -6   | 1   |

- Qualifiés pour la Super Finale

### Groupe E
Le Groupe E se déroule du 17 au 19 novembre 2017 au Ritten Arena à Renon en Italie.
| 17 novembre 2017 | Nomad Astana | 1-2 (TB) (0-1, 0-0, 1-0, 0-0, 0-1) | DVTK Jegesmedvék | Ritten Arena 300 spectateurs |

| Feuille de match | Feuille de match                                    | Feuille de match | Feuille de match                                | Feuille de match |
| ---------------- | --------------------------------------------------- | ---------------- | ----------------------------------------------- | --- |
|                  | - Petukhov (Kovzalov, Pelevin) — 59 min 19 s (JS) - | 0-1 1-1 1-2      | Ritó (Sakaris) — 3 min 18 s Pavuk — 65 min (TB) | Arbitrage : Johan Magnusson (Suède) Pawel Meszynski (Pologne) Juges de lignes : Frederico Giacomozzi (Italie) Alexander Wiest (Italie) |
| Dmitri Malgin    | Gardiens                                            | Attila Adorján   |                                                 | Arbitrage : Johan Magnusson (Suède) Pawel Meszynski (Pologne) Juges de lignes : Frederico Giacomozzi (Italie) Alexander Wiest (Italie) |
| 10 min           | Pénalités                                           | 10 min           |                                                 | Arbitrage : Johan Magnusson (Suède) Pawel Meszynski (Pologne) Juges de lignes : Frederico Giacomozzi (Italie) Alexander Wiest (Italie) |
| 32               | Tirs                                                | 30               |                                                 | Arbitrage : Johan Magnusson (Suède) Pawel Meszynski (Pologne) Juges de lignes : Frederico Giacomozzi (Italie) Alexander Wiest (Italie) |

| 17 novembre 2017 | Ritten Sport | 2-0 (1-0, 0-0, 1-0) | Brûleurs de loups de Grenoble | Ritten Arena 910 spectateurs |

| Feuille de match | Feuille de match                                                                  | Feuille de match | Feuille de match | Feuille de match |
| ---------------- | --------------------------------------------------------------------------------- | ---------------- | ---------------- | --- |
|                  | Frei (J. Kostner, Borgatello) — 12 min 42 s O. Ahlström (Lutz) — 40 min 42 s (SN) | 1-0 2-0          | -                | Arbitrage : Viktor Birin (Russie) Michael Tscherrig (Suisse) Juges de lignes : Daniel Rigoni (Italie) Michele Slaviero (Italie0 |
| Patrick Killeen  | Gardiens                                                                          | Lukáš Horák      |                  | Arbitrage : Viktor Birin (Russie) Michael Tscherrig (Suisse) Juges de lignes : Daniel Rigoni (Italie) Michele Slaviero (Italie0 |
| 6 min            | Pénalités                                                                         | 12 min           |                  | Arbitrage : Viktor Birin (Russie) Michael Tscherrig (Suisse) Juges de lignes : Daniel Rigoni (Italie) Michele Slaviero (Italie0 |
| 27               | Tirs                                                                              | 29               |                  | Arbitrage : Viktor Birin (Russie) Michael Tscherrig (Suisse) Juges de lignes : Daniel Rigoni (Italie) Michele Slaviero (Italie0 |

| 18 novembre 2017 | Brûleurs de loups de Grenoble | 1-2 (pr) (1-0, 0-1, 0-0, 0-1) | DVTK Jegesmedvék | Ritten Arena 432 spectateurs |

| Feuille de match | Feuille de match                     | Feuille de match | Feuille de match                                                        | Feuille de match |
| ---------------- | ------------------------------------ | ---------------- | ----------------------------------------------------------------------- | --- |
|                  | Baazzi (Legault) — 6 min 36 s (SN) - | 1-0 1-1 1-2      | - Galanisz (Ruikka) — 33 min 51 s Vas (Leppänen, Kulmala) — 64 min 18 s | Arbitrage : Viktor Birin (Russie) Pawel Meszynski (Pologne) Juges de lignes : Michele Slaviero (Italie) Alexander Wiest (Italie) |
| Lukáš Horák      | Gardiens                             | Attila Adorján   |                                                                         | Arbitrage : Viktor Birin (Russie) Pawel Meszynski (Pologne) Juges de lignes : Michele Slaviero (Italie) Alexander Wiest (Italie) |
| 14 min           | Pénalités                            | 6 min            |                                                                         | Arbitrage : Viktor Birin (Russie) Pawel Meszynski (Pologne) Juges de lignes : Michele Slaviero (Italie) Alexander Wiest (Italie) |
| 36               | Tirs                                 | 30               |                                                                         | Arbitrage : Viktor Birin (Russie) Pawel Meszynski (Pologne) Juges de lignes : Michele Slaviero (Italie) Alexander Wiest (Italie) |

| 18 novembre 2017 | Nomad Astana | 3-1 (1-1, 2-0, 0-0) | Ritten Sport | Ritten Arena 1 050 spectateurs |

| Feuille de match | Feuille de match | Feuille de match | Feuille de match                                 | Feuille de match |
| ---------------- | --- | ---------------- | ------------------------------------------------ | --- |
|                  | - Yevdokimov (Mikhaïlis, Kovzalov) — 11 min 5 s Vershchagin (Asetov, Gurin) — 22 min 52 s Yevdokimov (Mikhaïlis, 35) — 3 s (SN) | 0-1 1-1 2-1 3-1  | O. Ahlström (Stamler, S. Kostner) — 8 min 28 s - | Arbitrage : Johan Magnusson (Suède) Michael Tscherrig (Suisse) Juges de lignes : Frederico Giacomozzi (Italie) Daniel Rigoni (Italie) |
| Dmitri Malgin    | Gardiens | Patrick Killeen  |                                                  | Arbitrage : Johan Magnusson (Suède) Michael Tscherrig (Suisse) Juges de lignes : Frederico Giacomozzi (Italie) Daniel Rigoni (Italie) |
| 12 min           | Pénalités | 20 min           |                                                  | Arbitrage : Johan Magnusson (Suède) Michael Tscherrig (Suisse) Juges de lignes : Frederico Giacomozzi (Italie) Daniel Rigoni (Italie) |
| 22               | Tirs | 28               |                                                  | Arbitrage : Johan Magnusson (Suède) Michael Tscherrig (Suisse) Juges de lignes : Frederico Giacomozzi (Italie) Daniel Rigoni (Italie) |

| 19 novembre 2017 | Brûleurs de loups de Grenoble | 0-4 (0-1, 0-1, 0-2) | Nomad Astana | Ritten Arena 310 spectateurs |

| Feuille de match | Feuille de match | Feuille de match | Feuille de match | Feuille de match |
| ---------------- | ---------------- | ---------------- | --- | --- |
|                  | -                | 0-1 0-2 0-3 0-2  | Rachinski (Yakovlev) — 17 min 35 s (IN) Yevdokimov (Mikhaïlis, Kovzalov) — 26 min 55 s (SN) Asetov (Presnov) — 51 min Mikhaïlis (Yevdokimov, Kovzalov) — 55 min 20 s (2 SN) | Arbitrage : Pawel Meszynski (Pologne) Michael Tscherrig (Suisse) Juges de lignes : Daniel Rigoni (Italie) Alexander Wiest (Italie) |
| Lukáš Horák      | Gardiens         | Dmitri Malgin    | | Arbitrage : Pawel Meszynski (Pologne) Michael Tscherrig (Suisse) Juges de lignes : Daniel Rigoni (Italie) Alexander Wiest (Italie) |
| 18 min           | Pénalités        | 10 min           | | Arbitrage : Pawel Meszynski (Pologne) Michael Tscherrig (Suisse) Juges de lignes : Daniel Rigoni (Italie) Alexander Wiest (Italie) |
| 30               | Tirs             | 25               | | Arbitrage : Pawel Meszynski (Pologne) Michael Tscherrig (Suisse) Juges de lignes : Daniel Rigoni (Italie) Alexander Wiest (Italie) |

| 19 novembre 2017 | DVTK Jegesmedvék | 1-3 (0-1, 0-0, 1-2) | Ritten Sport | Ritten Arena 1 237 spectateurs |

| Feuille de match | Feuille de match                           | Feuille de match | Feuille de match | Feuille de match |
| ---------------- | ------------------------------------------ | ---------------- | --- | --- |
|                  | - Sakaris (Kulmala, Vas) — 59 min 7 s (SN) | 0-1 0-2 0-3 1-3  | Traversa (T. Spinell) — 17 min 7 s (SN) V. Ahlström (Borgatello, S. Kostner) — 42 min 10 s (SN) Hofer (T. Spinell, Cole) — 54 min 30 s (2 SN) - | Arbitrage : Viktor Birin (Russie) Johan Magnusson (Suède) Juges de lignes : Frederico Giacomozzi (Italie) Michele Slaviero (Italie) |
| Attila Adorján   | Gardiens                                   | Patrick Killeen  | | Arbitrage : Viktor Birin (Russie) Johan Magnusson (Suède) Juges de lignes : Frederico Giacomozzi (Italie) Michele Slaviero (Italie) |
| 55 min           | Pénalités                                  | 90 min           | | Arbitrage : Viktor Birin (Russie) Johan Magnusson (Suède) Juges de lignes : Frederico Giacomozzi (Italie) Michele Slaviero (Italie) |
| 30               | Tirs                                       | 24               | | Arbitrage : Viktor Birin (Russie) Johan Magnusson (Suède) Juges de lignes : Frederico Giacomozzi (Italie) Michele Slaviero (Italie) |

| Clt   | Équipe                        | PJ | V | VP | D | DP | BP | BC | Diff | Pts |
| ----- | ----------------------------- | -- | - | -- | - | -- | -- | -- | ---- | --- |
| +001, | Nomad Astana                  | 3  | 2 | 0  | 0 | 1  | 8  | 3  | +5   | 7   |
| +002, | Ritten Sport                  | 3  | 2 | 0  | 1 | 0  | 6  | 4  | +2   | 6   |
| +003, | DVTK Jegesmedvék              | 3  | 0 | 2  | 1 | 0  | 5  | 5  | 0    | 4   |
| +004, | Brûleurs de loups de Grenoble | 3  | 0 | 0  | 2 | 1  | 1  | 8  | -7   | 1   |

- Qualifiés pour la Super Finale

## Super finale
La Super finale se déroule du 12 au 14 janvier 2018 au Tchyjowka-Arena, à Minsk en Biélorussie.
| 12 janvier 2014 | Ritten Sport | 1-2 (0-2, 0-0, 1-0) | HK Iounost Minsk | Tchyjowka-Arena 3 120 spectateurs |

| Feuille de match | Feuille de match              | Feuille de match | Feuille de match                                                  | Feuille de match |
| ---------------- | ----------------------------- | ---------------- | ----------------------------------------------------------------- | --- |
|                  | - Tudin (Hofer) — 56 min 39 s | 0-1 0-2 1-2      | Plotnikov — 7 min 33 s (JS) Karakulko (Plotnikov) — 10 min 16 s - | Arbitrage : Vladimír Pešina (Rép. tchèque) Marian Rohatsch (Allemagne) Juges de ligne : Dominik Altmann (Suisse) Gašper Jaka Zgonc (Slovénie) |
| Killeen          | Gardiens                      | Miltchakow       |                                                                   | Arbitrage : Vladimír Pešina (Rép. tchèque) Marian Rohatsch (Allemagne) Juges de ligne : Dominik Altmann (Suisse) Gašper Jaka Zgonc (Slovénie) |
| 4 min            | Pénalités                     | 4 min            |                                                                   | Arbitrage : Vladimír Pešina (Rép. tchèque) Marian Rohatsch (Allemagne) Juges de ligne : Dominik Altmann (Suisse) Gašper Jaka Zgonc (Slovénie) |
| 25               | Tirs                          | 35               |                                                                   | Arbitrage : Vladimír Pešina (Rép. tchèque) Marian Rohatsch (Allemagne) Juges de ligne : Dominik Altmann (Suisse) Gašper Jaka Zgonc (Slovénie) |

| 12 janvier 2014 | Nomad Astana | 5-1 (1-0, 1-0, 3-1) | Sheffield Steelers | Tchyjowka-Arena 273 spectateurs |

| Feuille de match | Feuille de match | Feuille de match        | Feuille de match                | Feuille de match |
| ---------------- | --- | ----------------------- | ------------------------------- | --- |
|                  | Yakovlev (Petukhov, Asetov) — 1 min 51 s Gurin (Mikhaïlis, Grebenshchikov) — 23 min 48 s Mikhaïlis (Gurin, Lazika) — 41 min 58 s (2 SN) Asetov (Pelevin) — 42 min 48 s (SN) Mikhaïlis (Grebenshchikov) — 48 min 34 s (SN) - | 1-0 2-0 3-0 4-0 5-0 5-1 | - Neiley (Valdix) — 54 min 54 s | Arbitrage : Daniel Konc (Slovaquie) Yuriy Oskirko (Russie) Juges de ligne : Dmitry Golyak (Biélorussie) Mikita Paliakou (Biélorussie) |
| Kramar           | Gardiens | Muštukovs               |                                 | Arbitrage : Daniel Konc (Slovaquie) Yuriy Oskirko (Russie) Juges de ligne : Dmitry Golyak (Biélorussie) Mikita Paliakou (Biélorussie) |
| 33 min           | Pénalités | 14 min                  |                                 | Arbitrage : Daniel Konc (Slovaquie) Yuriy Oskirko (Russie) Juges de ligne : Dmitry Golyak (Biélorussie) Mikita Paliakou (Biélorussie) |
| 33               | Tirs | 31                      |                                 | Arbitrage : Daniel Konc (Slovaquie) Yuriy Oskirko (Russie) Juges de ligne : Dmitry Golyak (Biélorussie) Mikita Paliakou (Biélorussie) |

| 13 janvier 2014 | Nomad Astana | 3-2 (TB) (0-2, 1-0, 1-0, 0-0, 1-0) | Ritten Sport | Tchyjowka-Arena 262 spectateurs |

| Feuille de match | Feuille de match                                                                                  | Feuille de match    | Feuille de match                                                            | Feuille de match |
| ---------------- | ------------------------------------------------------------------------------------------------- | ------------------- | --------------------------------------------------------------------------- | --- |
|                  | - Mikhaïlis (Grents) — 38 min 52 s Grents (Gurin, Mikhaïlis) — 44 min 35 s Zhdakhin — 65 min (TB) | 0-1 0-2 1-2 2-2 3-2 | Jean (Frei, J. Kostner) — 4 min 28 s Hofer (Tudin, Spinell) — 17 min 24 s - | Arbitrage : Marcus Linde (Suède) Yuriy Oskirko (Russie) Juges de ligne : Pavel Badyl (Biélorussie) Mikita Paliakou (Biélorussie) |
| Kramar           | Gardiens                                                                                          | Killeen             |                                                                             | Arbitrage : Marcus Linde (Suède) Yuriy Oskirko (Russie) Juges de ligne : Pavel Badyl (Biélorussie) Mikita Paliakou (Biélorussie) |
| 10 min           | Pénalités                                                                                         | 31 min              |                                                                             | Arbitrage : Marcus Linde (Suède) Yuriy Oskirko (Russie) Juges de ligne : Pavel Badyl (Biélorussie) Mikita Paliakou (Biélorussie) |
| 36               | Tirs                                                                                              | 27                  |                                                                             | Arbitrage : Marcus Linde (Suède) Yuriy Oskirko (Russie) Juges de ligne : Pavel Badyl (Biélorussie) Mikita Paliakou (Biélorussie) |

| 13 janvier 2014 | HK Iounost Minsk | 5-4 (2-2, 1-1, 2-1) | Sheffield Steelers | Tchyjowka-Arena 3 800 spectateurs |

| Feuille de match | Feuille de match | Feuille de match                    | Feuille de match | Feuille de match |
| ---------------- | --- | ----------------------------------- | --- | --- |
|                  | Pretnar (Mitskevich) — 3 min 28 s Antonov — 8 min 51 s (SN) - Kogalev (Razvadovski) — 23 min 7 s - Yefimenko (Parfeyevets, Plotnikov) — 43 min 7 s - Mikhnov (Zakharaw, Corso) — 57 min 33 s | 1-0 2-0 2-1 2-2 3-2 3-3 4-3 4-4 5-4 | - Roy (Fretter, Jämtin) — 13 min 8 s (SN) Roy (Aarssen) — 18 min 18 s - Matheson (Wallace) — 24 min 37 s - Matheson (Wallace) — 52 min 13 s - | Arbitrage : Vladimír Pešina (Rép. tchèque) Marian Rohatsch (Allemagne) Juges de ligne : Jakob Schauer (Autriche) Gašper Jaka Zgonc (Slovénie) |
| Miltchakow       | Gardiens | Muštukovs                           | | Arbitrage : Vladimír Pešina (Rép. tchèque) Marian Rohatsch (Allemagne) Juges de ligne : Jakob Schauer (Autriche) Gašper Jaka Zgonc (Slovénie) |
| 8 min            | Pénalités | 16 min                              | | Arbitrage : Vladimír Pešina (Rép. tchèque) Marian Rohatsch (Allemagne) Juges de ligne : Jakob Schauer (Autriche) Gašper Jaka Zgonc (Slovénie) |
| 40               | Tirs | 23                                  | | Arbitrage : Vladimír Pešina (Rép. tchèque) Marian Rohatsch (Allemagne) Juges de ligne : Jakob Schauer (Autriche) Gašper Jaka Zgonc (Slovénie) |

| 14 janvier 2014 | Sheffield Steelers | 2-0 (1-0, 1-0, 0-0) | Ritten Sport | Tchyjowka-Arena 350 spectateurs |

| Feuille de match | Feuille de match                                                                                | Feuille de match | Feuille de match | Feuille de match |
| ---------------- | ----------------------------------------------------------------------------------------------- | ---------------- | ---------------- | --- |
|                  | Jämtin (Westerling, O'Connor) — 15 min 48 s (SN) Westerling (Marquardt, O'Connor) — 33 min 38 s | 1-0 2-0          | -                | Arbitrage : Daniel Konc (Slovaquie) Marian Rohatsch (Allemagne) Juges de ligne : Pavel Badyl (Biélorussie) Dmitry Golyak (Biélorussie) |
| Muštukovs        | Gardiens                                                                                        | Killeen          |                  | Arbitrage : Daniel Konc (Slovaquie) Marian Rohatsch (Allemagne) Juges de ligne : Pavel Badyl (Biélorussie) Dmitry Golyak (Biélorussie) |
| 12 min           | Pénalités                                                                                       | 12 min           |                  | Arbitrage : Daniel Konc (Slovaquie) Marian Rohatsch (Allemagne) Juges de ligne : Pavel Badyl (Biélorussie) Dmitry Golyak (Biélorussie) |
| 37               | Tirs                                                                                            | 25               |                  | Arbitrage : Daniel Konc (Slovaquie) Marian Rohatsch (Allemagne) Juges de ligne : Pavel Badyl (Biélorussie) Dmitry Golyak (Biélorussie) |

| 14 janvier 2014 | HK Iounost Minsk | 5-2 (2-1, 2-0, 1-1) | Nomad Astana | Tchyjowka-Arena 7 600 spectateurs |

| Feuille de match | Feuille de match | Feuille de match            | Feuille de match                                                           | Feuille de match |
| ---------------- | --- | --------------------------- | -------------------------------------------------------------------------- | --- |
|                  | Razvadovski — 3 min 24 s (SN + JS) - Zakharaw (Razvadovski) — 19 min 47 s (2 SN) Yefimenko (Harochka) — 24 min 27 s Razvadovski — 37 min 45 s - Parfeyevets (Plotnikov) — 50 min 51 s | 1-0 1-1 2-1 3-1 4-1 4-2 5-2 | - Gurin (Lakiza) — 13 min 37 s (2 SN) - Mikhaïlis (Gurkov) — 41 min 48 s - | Arbitrage : Marcs Linde (Suède) Vladimir Pesina (Rép. tchèque) Juges de ligne : Dominik Altmann (Suisse) Jakob Schauer (Autriche) |
| Miltchakow       | Gardiens | Kramar                      |                                                                            | Arbitrage : Marcs Linde (Suède) Vladimir Pesina (Rép. tchèque) Juges de ligne : Dominik Altmann (Suisse) Jakob Schauer (Autriche) |
| 12 min           | Pénalités | 16 min                      |                                                                            | Arbitrage : Marcs Linde (Suède) Vladimir Pesina (Rép. tchèque) Juges de ligne : Dominik Altmann (Suisse) Jakob Schauer (Autriche) |
| 29               | Tirs | 33                          |                                                                            | Arbitrage : Marcs Linde (Suède) Vladimir Pesina (Rép. tchèque) Juges de ligne : Dominik Altmann (Suisse) Jakob Schauer (Autriche) |

| Clt   | Équipe             | PJ | V | VP | D | DP | BP | BC | Diff | Pts |
| ----- | ------------------ | -- | - | -- | - | -- | -- | -- | ---- | --- |
| +001, | HK Iounost Minsk   | 3  | 3 | 0  | 0 | 0  | 12 | 7  | +5   | 9   |
| +002, | Nomad Astana       | 3  | 1 | 1  | 1 | 0  | 10 | 8  | +2   | 5   |
| +003, | Sheffield Steelers | 3  | 1 | 0  | 2 | 0  | 7  | 10 | -3   | 3   |
| +004, | Ritten Sport       | 3  | 0 | 0  | 2 | 1  | 3  | 7  | -4   | 1   |

- Vainqueur de la Coupe continentale IIHF 2017-2018